# Trichesthes antennata
Trichesthes antennata är en skalbaggsart som beskrevs av Smith 1889. Trichesthes antennata ingår i släktet Trichesthes och familjen Melolonthidae. Inga underarter finns listade i Catalogue of Life.